# Флаг Саскатуна
Флаг Саскатуна — один из официальных символов крупнейшего города канадской провинции Саскачеван. Флаг состоит из ветки ягод ирги ольхолистной на зелёном фоне слева, а также семи полос жёлтого цвета, чередующихся с белыми с правой стороны. На сами полосы наложен герб Саскатуна. Идея флага была предложена комитетом по празднованию 70-летнего юбилея Саскатуна. В конце концов был выбран дизайн Дека Уайтхеда, однако после празднования юбилея этот дизайн оказался забыт. Через четырнадцать лет, в 1966 году, в Саскатуне проводились поиски по принятию флага для празднования 60-летия города. Один из жителей города напомнил идею мэру Саскатуна посредством письма, которое было отправлено ему лично.

## Дизайн
Дизайн основан на цветах города, а идея с тринадцатью полосами, в свою очередь, была почёрпнута с флага США. Семь жёлтых полос представляют все семь районов города: North Park, City Park, Mayfair, Caswell Hill, Pleasant Hill, Nutana и City Centre. Ирга ольхолистная является одним из символов Саскатуна, а также главной причиной того, откуда современное название города взялось.
Герб состоит из двух частей: нижняя покрашена в золотой цвет, а верхняя — в зелёный. Зелёный цвет символизирует растущий урожай, а золотой означает сбор урожая. Раскрытая книга взята с герба Университета Саскачевана, символизируя связь между академическом центром и Саскатуном. Зубчатое колесо серебряного цвета вместе с пшеницей символизирует производство, прежде всего сельскохозяйственное. Восемь линий, исходящих из узла, указывают на важность Саскатуна в качестве железнодорожного и промышленного центра. Безант, окружённый ступицей, указывает на коммерческое значение Саскатуна.

## История

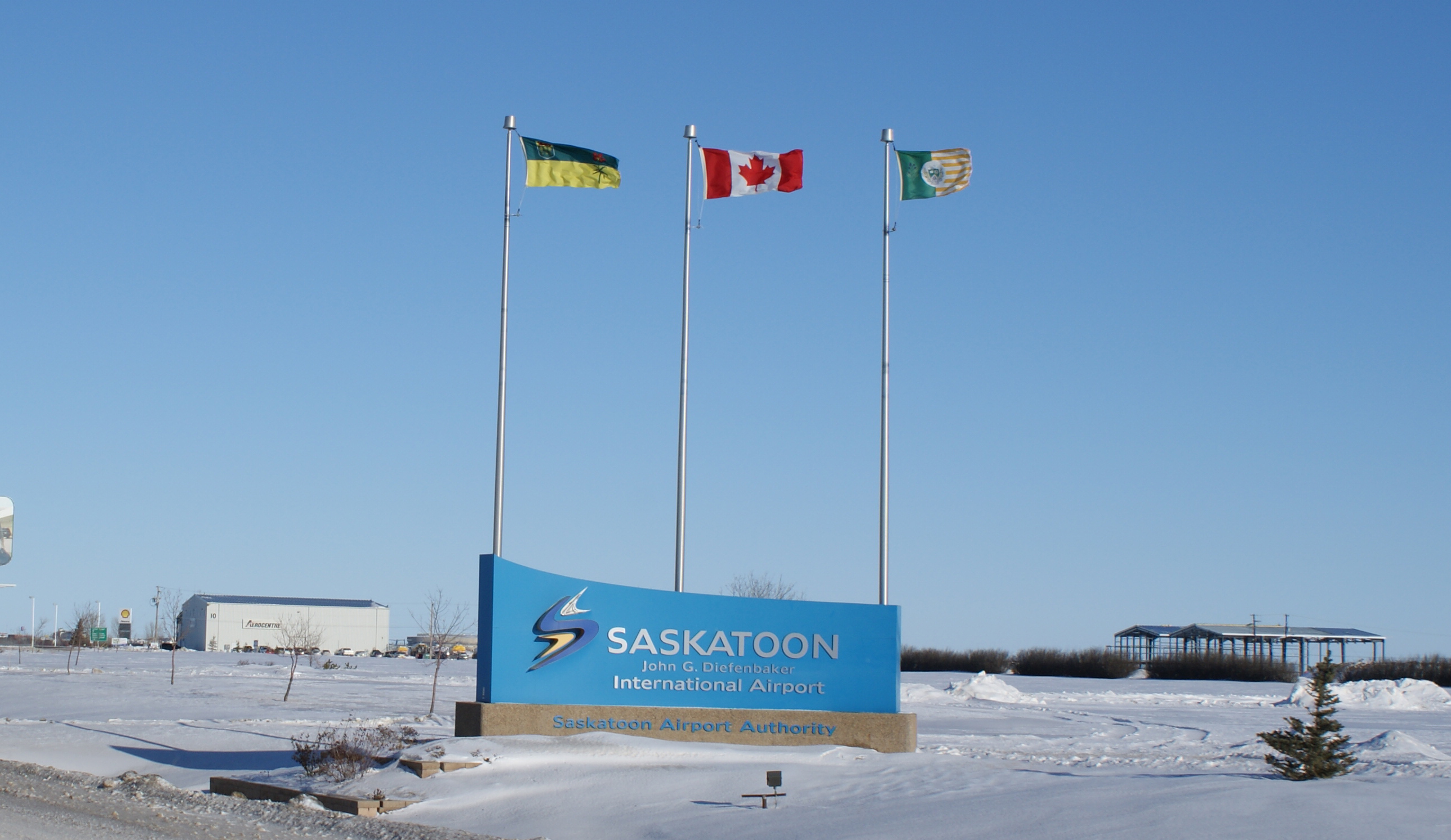
Флаг Саскатуна, развевающийся возле Международного аэропорта имени Джона Дифенбейкера вместе с флагами Канады и США

Идея флага впервые была предложена комитетом по празднованию 70-летия Саскатуна в 1952 году. Было представлено два проекта, оба из которых включали в себя жёлтый и зелёный цвет, присутствующие в гербе города, а также мотив фиолетовых ягод сорта ирги ольхолистной. Штабная сторона каждого из них составляла около четверти общей длины и была сплошного зелёного цвета. Оставшаяся часть одного из них была выкрашена полностью в жёлтый цвет, а другой состоял из полос, раскрашенных в жёлтый и белый цвета. Герб обоих сторон представлял собой соединение зелёно-жёлтых блоков. Герб обоих представлял собой соединение зелено-желтых блоков. На одном из них ирга ольхолистная была наложена на жёлтый фон, а на другом — на зелёный. В итоге был утверждён второй проект (созданный Деком Уайтхедом), однако вскоре после юбилейных мероприятий, проведённых в 1952 году, данный дизайн был на долгое время забыт и положен на полку.
Четырнадцать лет спустя, в 1966 году, власти Саскатуна проводили поиска флага в преддверии 60-й годовщины со дня основания города. Посредством письма, направленного тогдашнему мэру Саскатуна Эрнесту Коулу, один из жителей города напомнил ему про проект Дека Уайтхеда, который не был в своё время утверждён. Дизайн был принят властями города и впоследствии использован для создания городского флага, который впервые был поднят на здании мэрии в 1966 году в рамках открытия туристического сезона в Саскатуне. Ни флаг, ни герб не были зарегистрированы в качестве официальных символов; кроме того,  не сохранилось никаких документов или сведений по поводу возможного принятия данного решения.